# Zeitintervall
Ein Zeitintervall – auch Zeitabstand, Zeitabschnitt, Zeitdauer, Zeitspanne, Zeitraum, Zeitphase oder Zeitperiode – ist ein Teil der laufenden Zeit. Ein Zeitintervall reicht von seinem Nullpunkt, der durch ein spezielles, jeweils einzeln bekanntes Ereignis festgelegt ist, bis zu einem späteren Ereignis als Endpunkt. Für quantitative Angaben ist eine Zeiteinheit erforderlich.

## Beschreibungen
Die Bezeichnung Intervall geht auf die lateinische Benennung inter vallos für den örtlichen Abstand „zwischen den Palisaden“ zurück und steht hier in übertragener Bedeutung für den zeitlichen Abstand zwischen zwei aufeinanderfolgenden Ereignissen. Ein Zeitintervall hat einen Anfang und ein Ende, die jeweils durch einen Zeitpunkt bestimmt sein können. Damit lässt sich ein Zeitintervall als Zeitdifferenz auffassen. 
Neben den allgemein beobachtbaren Zeitintervallen – wie dem zwischen zwei Sonnenaufgängen als voller Tag, oder dem zwischen zwei Sonnentiefstständen als tropisches Jahr oder dem Zeitintervall der Atomsekunde – werden in den heutigen Naturwissenschaften zahlreiche spezifische Zeitspannen gemessen: So etwa die Lebensdauer beim radioaktiven Zerfall oder die Generationszeit zwischen zwei Zellteilungen zur Berechnung der Wachstumsrate eines Gewebes oder die Zeit, in der ein Foucaultsches Pendel einen Winkel von einem Grad zurücklegt zur Bestimmung der Erdrotation.
Der in der modernen Physik kürzeste Zeitraum von Bedeutung ist die nach dem Physiker Max Planck benannte Planck-Zeit (circa 10−43 s), die zugleich die Definitionsgrenze des Zeit-Kontinuums darstellt. Das bislang kürzeste experimentell reproduzierbare Zeitintervall (Stand 2020) ist die Zeitspanne, die ein Photon zum Durchqueren eines Wasserstoffatoms benötigt: rund 0,25 Attosekunden (2,5·10−19 s), etwa das 2·1025-fache der Planck-Zeit. Die längste physikalisch bestimmbare Zeitspanne ist die vom Urknall bis heute als Weltalter vergangene Zeit, ungefähr 14 Milliarden Jahre oder 4,4·1017 Sekunden. Das Alter der Erde wird auf etwa 4,6 Milliarden Jahre geschätzt, ihre Geschichte in verschieden lange Zeitabschnitte unterschieden (siehe geologische Zeitskala).
Eine neuropsychologisch wichtige Zeitspanne ist diejenige Dauer, den wir subjektiv als Gegenwart erleben und in dem wir Eindrücke als jetzt gemeinsam fassen. Nach verschiedenen Untersuchungen soll diese Spanne rund drei Sekunden dauern und in etwa hundert Anteile unterteilt sein, die somit jeweils Intervalle von etwa 30 ms umfassen (und damit oberhalb der synaptischen Latenzzeit der Erregungsübertragung an schnellen chemischen Synapsen liegen). Beispielsweise können so bis zu 0,03 Sekunden kurze Geräusche noch nach ihrer Reihenfolge unterschieden und als Abfolge zeitlich aufgelöst werden (zur zeitlichen Bezugnahme siehe auch Persönliche Gleichung).

## Bedeutsame Beispiele
| Zeitintervall                         | Bedeutung                                                                                |
| ------------------------------------- | ---------------------------------------------------------------------------------------- |
| Planck-Zeit                           | 5.391e-44 s, das kleinstmögliche Zeitintervall im Geltungsbereich physikalischer Gesetze |
| Sekunde (Einheitenzeichen s)          | Grundeinheit der Basisgröße Zeit im (SI)-Einheitensystem                                 |
| Augenblick                            | recht kurze, nicht genauer bestimmte Zeitspanne                                          |
| Jetzt                                 | Zeitspanne jenes Augenblicks, der subjektiv als Gegenwart erlebt wird                    |
| Moment                                | unbestimmt, ähnlich Augenblick (mittelalterlich momentum hieß 1⁄40 Stunde)               |
| Minute (min)                          | 60 Sekunden                                                                              |
| Stunde (h, lat. hora)                 | 60 Minuten                                                                               |
| Schulstunde                           | Unterrichtszeitdauer von 30, 45, 50, 60 bzw. 90 Minuten                                  |
| Glasen                                | 4-stündige Wacheinteilung auf Seeschiffen                                                |
| Tag (d, lat. dies)                    | 24 Stunden                                                                               |
| Woche                                 | 7 Tage                                                                                   |
| Monat                                 | 28 (bei einem Schaltjahr 29), 30 oder 31 Tage                                            |
| Quartal                               | 1⁄4 Jahr (3 Monate)                                                                      |
| Trimester                             | Ausbildungsabschnitt bei drei gleich langen Abschnitten in einem Jahr                    |
| Tertial                               | 4 Monate                                                                                 |
| Semester                              | Zeitspanne eines halben Jahres, besonders während eines Studiums                         |
| Jahr (a, lat. annum)                  | z. B. bürgerliches Jahr 12 Monate, 365 oder 366 Tage; tropisches Jahr 365,242… Tage      |
| Biennium                              | 2 Jahre                                                                                  |
| Olympiade                             | 4 Jahre                                                                                  |
| Quinquennium oder Lustrum (Jahrfünft) | 5 Jahre                                                                                  |
| Hebdomade oder Jahrwoche (Jahrsiebt)  | 7 Jahre                                                                                  |
| Oktaeteris                            | 8 Jahre                                                                                  |
| Dekade oder Dezennium (Jahrzehnt)     | 10 Jahre                                                                                 |
| Centennium oder Hektode (Jahrhundert) | 100 Jahre                                                                                |
| Millennium (Jahrtausend)              | 1 000 Jahre                                                                              |
| Jahrmillion                           | 1 000 000 Jahre                                                                          |
| Jahrmilliarde                         | 1 000 000 000 Jahre                                                                      |